# 基斯坦奴·達施華
基斯坦奴·達施華（Cristiano da Silva，1987年1月12日—），簡稱基斯坦奴（ Cristiano），是一名巴西職業足球員，司職前鋒，現時效力於日本職業足球甲級聯賽球隊長崎成功丸。
基斯坦奴·達施華生於巴西，曾效力多間巴西球會。2012年，加盟奧地利薩爾斯堡紅牛足球會。2013年，由薩爾斯堡紅牛外借到日本栃木足球會。2014年，加盟甲府風林。2015年，再被外借到柏雷素爾。2016年，正式轉會柏雷素爾。